# 褐冠山雀
褐冠山雀（学名：Lophophanes dichrous）为山雀科冠山雀属的鸟类。分布于印度、尼泊尔、锡金、不丹、缅甸以及中国大陆的陕西、甘肃、青海、四川、云南、西藏等地，主要生活于海拔3000米左右的高山针叶林或灌丛中。该物种的模式产地在尼泊尔。

## 亚种
- 褐冠山雀甘肃亚种（学名：Lophophanes dichrous dichroides）。在中国大陆，分布于陕西、甘肃、青海、西藏、四川等地。该物种的模式产地在甘肃。[3]
- 褐冠山雀指名亚种（学名：Lophophanes dichrous dichrous）。分布于尼泊尔、锡金、不丹、印度以及中国大陆的西藏等地。该物种的模式产地在尼泊尔。[4]
- 褐冠山雀西南亚种（学名：Lophophanes dichrous wellsi）。分布于缅甸以及中国大陆的四川、云南等地。该物种的模式产地在云南西部金沙江。[5]